# 皮埃尔·马加龙
皮埃尔·马加龙（法語：Pierre Margaron，法語發音：[pjɛʁ maʁɡaʁɔ̃]；1765年5月1日—1824年12月16日）是一位法国将军，他曾在1808年的维梅鲁之战中率领法军的骑兵部队。马加龙最初于1792年加入志愿兵营，并在法国大革命战争期间不断晋升，直到1798年指挥一个重骑兵团。1799年，他带领他的骑兵参加了特雷比亚、诺维和杰诺拉战役。1800年参加了波佐洛之战。马加龙在1803年成为旅级将军，并在奥斯特利茨、耶拿和吕贝克领导了一个轻骑兵旅。他参加了1807年对葡萄牙的入侵，并在埃武拉和维鲁罗战役中指挥骑兵。从1810年到1812年，他在法国本土任职。1813年他成为师级将军，率军参加了莱比锡战役。马加龙的姓氏被刻在凯旋门上。

## 法国大革命
马加龙于1765年5月1日出生于法国里昂。在1792年8月15日加入阿登军团之前，马加龙在一个连队担任临时队长。他于1792年12月10日被任命为军团第二大队长，之后于1793年4月10日晋升为少校。四天后，他正式接管了阿登军团。马加龙在1794年至1795年的某个时候成为北方军团的副官，并于1795年至1796年转移到桑布雷-默兹军团。
1798年12月23日，马加龙成为第1骑兵团的一位旅长（上校军衔），该团后来成为第1胸甲骑兵团。1799年，第1骑兵团参与了6月17日至20日的特雷比亚战役、1799年8月15日的诺维战役和11月4日的杰诺拉战役。马加龙在尚皮奥内将军手下任职时，在诺维被子弹击中并在杰诺拉摔断了右腿。
在1800年6月14日的马伦哥战役中，123人的第1骑兵团在弗朗索瓦·艾蒂安·克勒曼将军的骑兵旅中。该团是下午晚些时候克勒曼著名冲锋的一部分。在战役后期，仅有200名骑兵和两门大炮的马加龙几乎被从维罗纳营地出击的敌军骑兵所包围。马加龙领导了两次冲锋，击退并俘虏了100名敌方骑兵。

## 法兰西第一帝国

### 1803–1806年
马加龙于1803年8月29日晋升旅级将军。他于1803年12月11日成为荣誉军团的成员，并于1804年6月14日成为荣誉军团指挥官。马加龙首先被派往圣奥梅尔的骑兵营地，后来被派往第4军团，由让·德迪厄·苏尔特元帅指挥。他参加了以1805年12月2日的奥斯特利茨战役而结束的第三次反法同盟。在奥斯特利茨，他指挥了第4军团的骠骑兵旅，该旅包括来自第8轻骑兵团和第11轻骑兵团的12个中队和第26猎骑兵团。在1805年的战斗中，马加龙两次被子弹击中。返回法国后，他于1806年4月11日退出现役，但于7月28日被召回现役。
在1806年10月14日的耶拿战役中，马加龙率领苏尔特的第4军轻骑兵旅之一。他的旅由第8轻骑兵和第22猎骑兵团组成。在耶拿，苏尔特袭击了北翼弗里德里希·雅各布·冯·霍尔岑多夫将军率领的5,000名普鲁士人。霍尔岑多夫对突袭的法军感到惊讶，普鲁士军队在骑兵的掩护下开始有序撤退。最后，苏尔特的轻骑兵冲破了普鲁士骑兵和轻步兵的掩护，猛扑向正在撤退的普鲁士纵队之一，俘获了400名士兵、6门火炮和两面战旗。在将他的部队部署在内克维茨村附近后，霍尔岑多夫发现法军步兵在他的左翼盘旋，而苏尔特的骑兵则从正面冲锋。普鲁士军队随后崩溃，步兵逃离了战场。1806年11月6日至7日，马加龙的旅参加了吕贝克战役。

### 葡萄牙

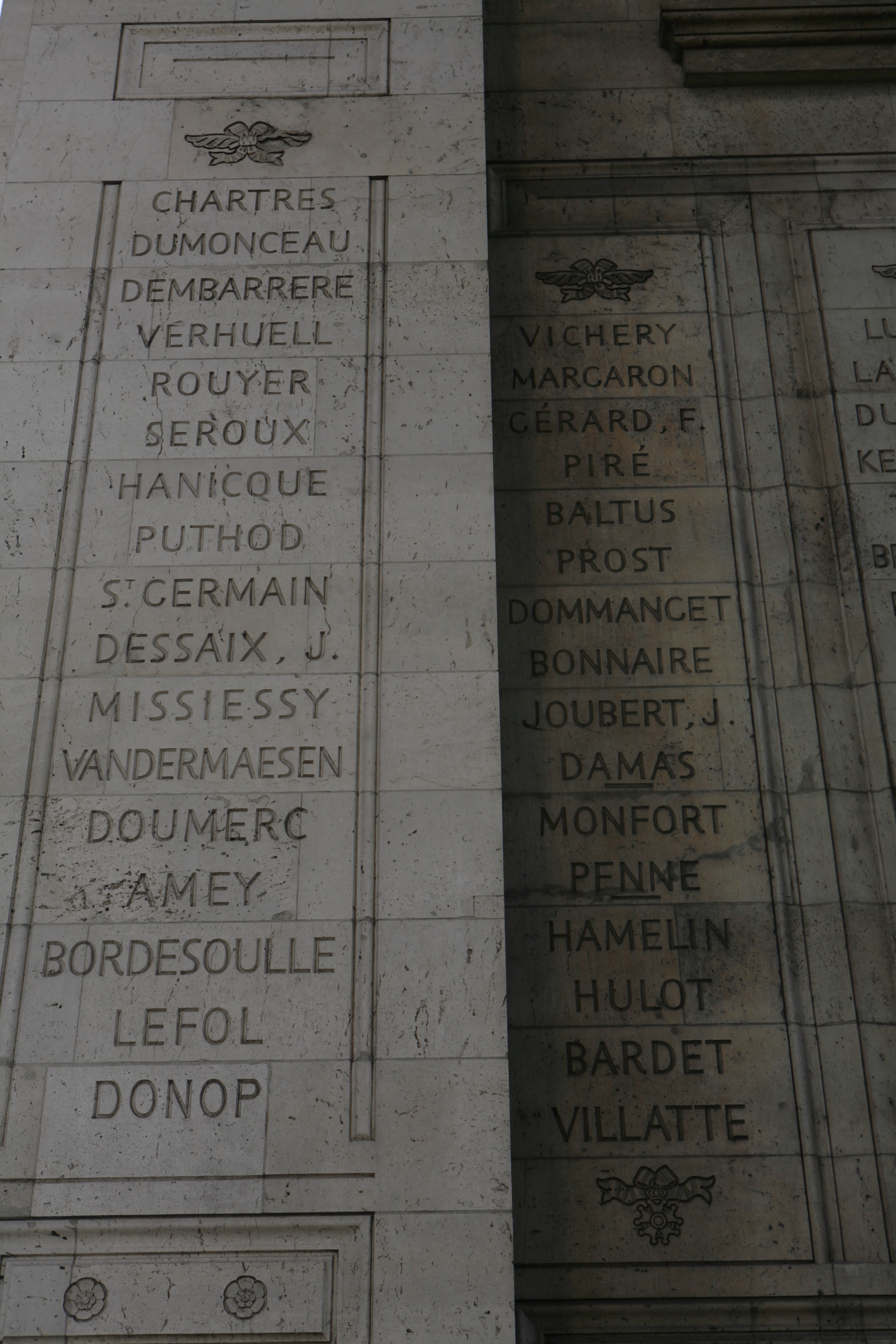
马加龙的名字被刻在凯旋门右侧第2列的第2行

1807年，马加龙被分配到吉伦特省第一观察军团，由讓-安多什·朱諾指挥。在西班牙的允许下，朱诺的部队于1807年10月18日越过比达索阿河，并于11月12日抵达萨拉曼卡，准备入侵葡萄牙。西班牙人几乎不知道拿破仑很快也计划推翻他们的王国。在朱诺的军团发动1807年对葡萄牙的入侵后不久，法军的后勤安排就崩溃了，半数军队的马匹阵亡。尽管如此，1807年11月30日，一支1,500人的法军先锋队占领了里斯本，这期间没有遇到任何军事抵抗。然后法军骑兵用缴获的马匹重新武装。
不久之后，拿破仑通过政治和军事政变推翻了西班牙王国；从长远来看，这被证明是一个巨大的错误。1808年2月，本应作为朱诺军团增援部队的法军占领了西班牙的几个重要堡垒。很快，该国就有118,000名法国士兵。拿破仑用诡计废黜了卡洛斯四世和他的儿子费尔南多，并用他的兄弟约瑟夫·波拿巴取而代之。1808年5月2日，五月二日起义爆发，到月底，起义在西班牙迅速蔓延。到六月初，朱诺通过西班牙与法国的通讯线路被切断。葡萄牙人起义此时也从北部开始。但在6月16日，南部的叛军占领了莫林和少数守卫法鲁的法国士兵。
7月5日，朱诺派马加龙率领3,000名士兵远征托马尔和莱里亚，在那里他成功地平息了叛乱。7月25日，朱诺命令路易·亨利·卢瓦宗将军带一支探险队向东前往埃尔瓦什。7月29日，卢瓦宗的8,800名士兵和8门野战炮在埃武拉战役中遇到了2,900名西班牙和葡萄牙的正规军。马加龙亲自率领第86线列步兵团冲破反法盟军中心，缴获三门大炮。被击败的盟军步兵撤退到埃武拉，他们和一些装备不佳的市民试图抵抗，但法军闯入该镇并屠杀了2,000名守军。法军自身则伤亡90人，受伤200人，法军通过残酷洗劫该镇来进行报复。三天后，卢瓦宗接到命令返回里斯本以击退英军的入侵。

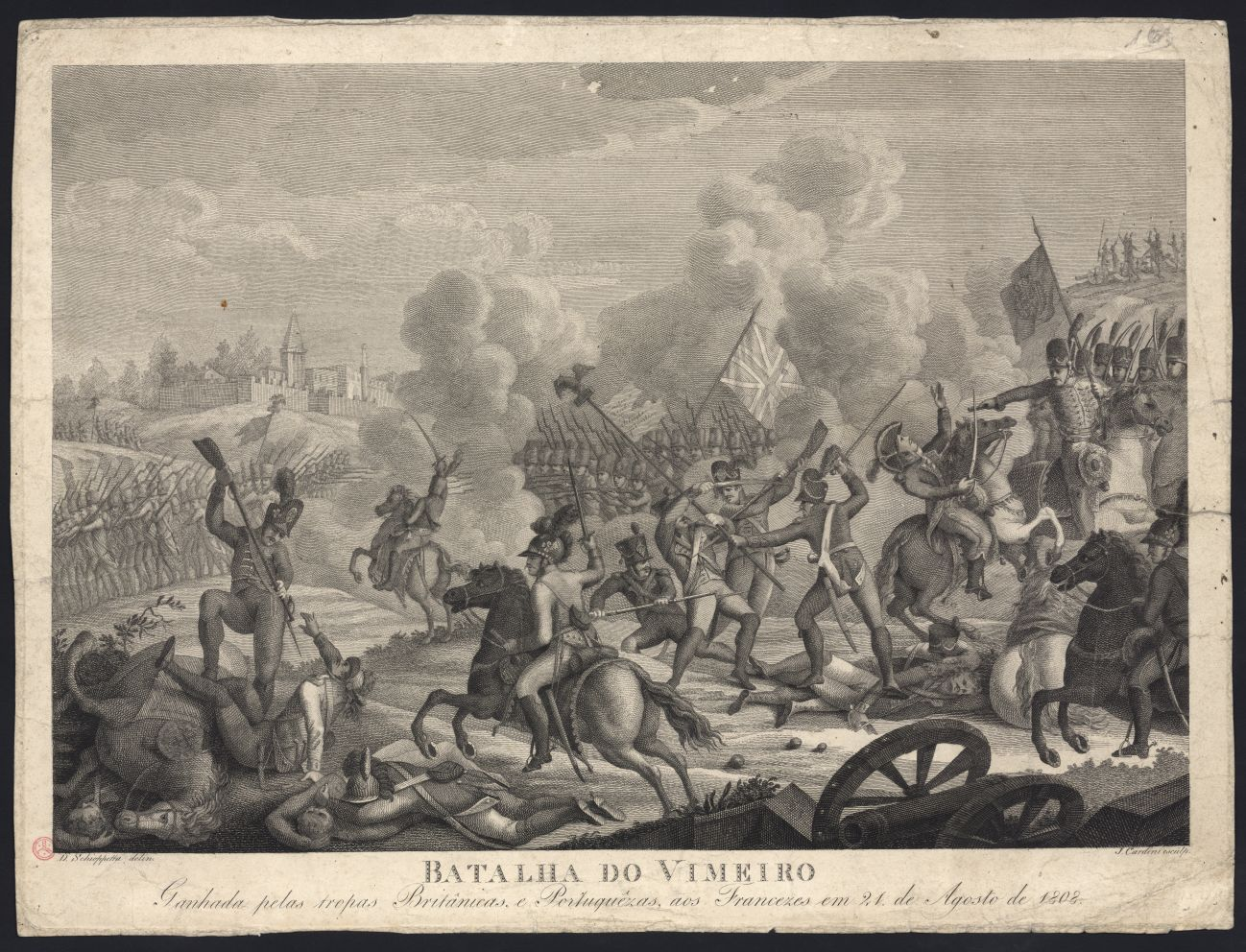
维梅鲁战役

1808年8月2日，阿瑟·韦尔斯利爵士率领13,536名英军在蒙德古湾（baía de Mondego）登陆。2,300名葡萄牙士兵加入了这些队伍。不久，英军增兵4,000。韦尔斯利在8月17日的罗利萨之战中击败了亨利·弗朗索瓦·德拉博德率领的4,765名法军士兵。紧随其后的是8月21日的维梅鲁之战，韦尔斯利损失了719人。被击败的朱诺则损失1,800人和12门火炮。马加龙在此役中指挥法军的骑兵部队，这些骑兵都被组织为临时骑兵团，分别是第3、第4和第5龙骑兵团和第1猎骑兵团，以及100名志愿兵。
在维梅鲁，朱诺派出第三龙骑兵团和他的一个侧翼旅，留下三个骑兵团。在他的前三次正面攻击失败后，朱诺派克勒曼和他的掷弹兵预备队前往维梅鲁村。经过一场肉搏战后，法军的掷弹兵被英军击败，马加龙随后派出一个骑兵团掩护他们的撤退。就在这时，英军第20轻龙骑兵团的240名士兵发起冲锋，击败了法军骑兵，开始对掷弹兵进行砍杀。对他们的成功感到兴奋后，英国骑兵失去了控制，使他们的战线过于深入法军防区。当马加龙开始调动他的最后两个骑兵团时，英军的轻龙骑兵很幸运地逃脱了，只有21人阵亡，其中包括团长泰勒（Taylor）上校，此外还有24人受伤，11人被俘。

### 1809–1814年
作为交出葡萄牙的回报，英国将朱诺和他的部队遣返法国。当朱诺的部队重组为第8军团时，由于临时骑兵部队被分配到各个骑兵团，因此缺少新的骑兵部队。马加龙被指派指挥德塞夫勒省和滨海夏朗德省的骑兵后备部队。1809年1月29日，他被任命为帝国男爵。他于1809年作为第2军团的一员前往西班牙，但在年底前休假返回法国。1810年9月6日至1812年7月22日期间，他在上卢瓦尔省担任指挥职位。
1813年8月16日，马加龙被调往德国并晋升为师级将军。在1813年10月16日至19日的莱比锡战役期间，他指挥了由两个旅共4,820人的莱比锡驻军，此外还有一些炮兵的援助。

## 后期生活
1814年波旁复辟后，马加龙获得圣路易勋章，成为宪兵总督。在百日王朝期间，马加龙接受了拿破仑的任命，所以在1815年10月22日退役。然而，他于1816年8月14日再次被任命为宪兵总检察长，并一直担任该职位，直到1821年7月3日退役。马加龙于1824年12月16日在巴黎去世，他的名字（MARGARON）被刻在凯旋门的北侧。

## 引文
1. 1 2 3  Broughton 2007.
2. 1 2 3 4 5 6 7 8  Mullié 1852，第263頁.
3. 1 2  Broughton 2000.
4. ↑  Arnold 2005，第271頁.
5. ↑  Arnold 2005，第179頁.
6. ↑  Smith 1998，第216頁.
7. ↑  Chandler 2005，第35頁.
8. ↑  Chandler 1966，第481–483頁.
9. ↑  Smith 1998，第231頁.
10. ↑  Oman 2010，第612頁.
11. ↑  Oman 2010，第26頁.
12. ↑  Oman 2010，第27–29頁.
13. ↑  Chandler 1966，第601頁.
14. ↑  Chandler 1966，第605頁.
15. ↑  Chandler 1966，第608頁.
16. ↑  Chandler 1966，第610–611頁.
17. ↑  Oman 2010，第208頁.
18. ↑  Oman 2010，第210頁.
19. ↑  Oman 2010，第212頁.
20. ↑  Oman 2010，第217頁.
21. ↑  Smith 1998，第264頁.
22. ↑  Oman 2010，第218頁.
23. ↑  Oman 2010，第230–231頁.
24. ↑  Oman 2010，第234頁.
25. ↑  Oman 2010，第241頁.
26. ↑  Smith 1998，第266–267頁.
27. ↑  Oman 2010，第246–247頁.
28. ↑  Oman 2010，第253頁.
29. ↑  Oman 2010，第255–257頁.
30. ↑  Chandler 1966，第619頁.
31. ↑  Oman 2010，第644頁.
32. 1 2 3  Mullié 1852，第264頁.
33. ↑  Smith 1998，第464頁.